# Деріан (Вісконсин)
Деріан (англ. Darien) — селище (англ. village) в США, в окрузі Волворт штату Вісконсин. Населення — 1573 особи (2020).

## Географія
Деріан розташований за координатами 42°36′3″ пн. ш. 88°42′46″ зх. д. / 42.60083° пн. ш. 88.71278° зх. д. (42.600739, -88.712668).  За даними Бюро перепису населення США в 2010 році селище мало площу 3,34 км², уся площа — суходіл.

## Демографія
Згідно з переписом 2010 року, у селищі мешкало 1580 осіб у 549 домогосподарствах у складі 419 родин. Густота населення становила 473 особи/км².  Було 611 помешкання (183/км²).
Расовий склад населення:
| - 86,0 % — білих - 0,8 % — чорних або афроамериканців - 0,6 % — азіатів - 0,4 % — корінних американців - 10,8 % — осіб інших рас |

До двох чи більше рас належало 1,5 %. Частка іспаномовних становила 22,0 % від усіх жителів.
За віковим діапазоном населення розподілялося таким чином: 28,9 % — особи молодші 18 років, 62,9 % — особи у віці 18—64 років, 8,2 % — особи у віці 65 років та старші. Медіана віку мешканця становила 33,5 року. На 100 осіб жіночої статі у селищі припадало 100,8 чоловіків;  на 100 жінок у віці від 18 років та старших — 100,4 чоловіків також старших 18 років.
Середній дохід на одне домашнє господарство  становив 73 654 долари США (медіана — 63 077), а середній дохід на одну сім'ю — 78 915 доларів (медіана — 70 625). Медіана доходів становила 45 833 долари для чоловіків та 33 452 долари для жінок. За межею бідності перебувало 11,3 % осіб, у тому числі 16,3 % дітей у віці до 18 років та 2,3 % осіб у віці 65 років та старших.
Цивільне працевлаштоване населення становило 816 осіб. Основні галузі зайнятості: виробництво — 28,6 %, освіта, охорона здоров'я та соціальна допомога — 16,4 %, мистецтво, розваги та відпочинок — 9,1 %, будівництво — 8,8 %.